# Błonoskórek
Hymenopellis R.H. Petersen (błonoskórek) – rodzaj grzybów z rodziny Physalacriaceae. Jest to niedawno utworzony nowy rodzaj. Należy do niego około 40 gatunków, w Polsce występuje jeden (podany jako pieniążkówka gładkotrzonowa).

## Systematyka i nazewnictwo
Pozycja w klasyfikacji według Index Fungorum: Physalacriaceae, Agaricales, Agaricomycetidae, Agaricomycetes, Agaricomycotina, Basidiomycota, Fungi.
Niektóre gatunki:
- Hymenopellis africana (Dörfelt) R.H. Petersen 2010
- Hymenopellis ahmadii (Dörfelt) R.H. Petersen 2010
- Hymenopellis altissima (Massee) R.H. Petersen 2010
- Hymenopellis alveolatus (Kalchbr.) R.H. Petersen 2010
- Hymenopellis amygdaliformis (Zhu L. Yang & M. Zang) R.H. Petersen 2010
- Hymenopellis atrocaerulea (R.H. Petersen & Bougher) R.H. Petersen 2010
- Hymenopellis aureocystidiata (R.H. Petersen & Nagas.) R.H. Petersen 2010
- Hymenopellis bispora (K. Natar. & Purush.) R.H. Petersen 2010
- Hymenopellis caulovillosa (R.H. Petersen) R.H. Petersen 2010
- Hymenopellis radicata (Relhan) R.H. Petersen 2010 – błonoskórek korzeniasty, pieniążkówka gładkotrzonowa

Nazwy naukowe na podstawie Index Fungorum. Nazwy polskie według Władysława Wojewody i rekomendacji Komisji ds. Polskiego Nazewnictwa Grzybów przy Polskim Towarzystwie Mykologicznym.